# Tsering Wangmo Dhompa

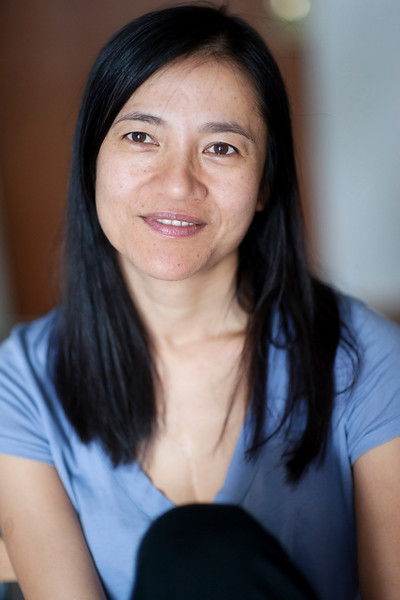
Tsering Wangmo Dhompa, 2010

Tsering Wangmo Dhompa (* 6. März 1969 in Nordindien) ist eine tibetische Dichterin, deren Familie aus dem osttibetischen Nangchen (Kham) stammt. Sie wuchs im indischen Dharamsala und in Kathmandu, Nepal, auf und lebt heute in San Francisco, USA.
Ihre bekanntesten Arbeiten wurden in den beiden Gedichtbänden Rules of the House und In the Absent Everyday veröffentlicht. Im Jahr 2003 war sie für den Asian American Literary Award nominiert. Ihre Arbeiten erscheinen trügerisch einfach, die Gedichte und Charakterskizzen schöpfen lyrisch aus einer reichen Gegenwart und einer von Erinnerungen getränkten Vergangenheit. Mit Letter For Love lieferte sie ihre erste Prosadichtung ab.
Die Dichterin, die im Lady Shri Ram College in New Delhi einen Master-Abschluss in Englischer Literatur gemacht hat, engagiert sich in der American Himalayan Foundation, San Francisco, für tibetische Belange.